# (25143) Itokawa
(25143) Itokawa es un asteroide tipo Apolo, descubierto en 1998 por el sistema de localización y seguimiento LINEAR (Lincoln Near-Earth Asteroid Research). Su composición es de tipo S con una forma alargada (parecida a la de un maní), además, de un período de rotación de 12,1 horas. Su imagen fue recogida por el radar del Observatorio Goldstone.
El asteroide fue nombrado en honor al ingeniero de cohetes japonés Hideo Itokawa.

## Descubrimiento y nombramiento
El asteroide Itokawa fue descubierto el 26 de septiembre de 1998 por astrónomos del programa Lincoln Near-Earth Asteroid Research (LINEAR) en el Lincoln Laboratory Experimental Test Site (ETS) cerca de Socorro, Nuevo México, en Estados Unidos.
De forma provisional se le asignó el nombre de 1998 SF36.
El asteroide fue nombrado en memoria del científico espacial japonés Hideo Itokawa (1912-1999), quien es considerado como el padre de la cohetería japonesa.
La designación oficial del nombre del asteroide se publicó 6 de agosto de 2003 por el Centro de Planetas Menores (MPC).

## Órbita y clasificación
Itokawa pertenece a los asteroides tipo Apolo, que son asteroides que cruzan la Tierra y el grupo dinámico más grande de objetos cercanos a la Tierra con casi 10.000 miembros conocidos.
Este asteroide presenta una órbita al Sol de entre 0,95 y 1,70 unidades astronómicas, una vez cada 18 meses (557 días), con un semieje mayor de 1,32 UA. La excentricidad de órbita alcanza el 0,28 y tiene una inclinación respecto a la eclíptica de casi 2°.

La distancia mínima de intersección orbital terrestre baja (Tierra MOID) de (251439 Itokawa es de 1.960.000 km (0,0131 UA), que corresponde a 5,1 distancias lunares.

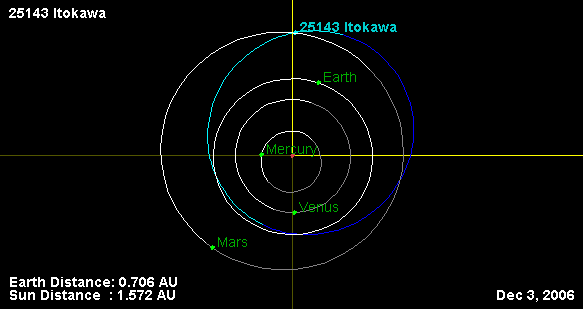
Diagrama orbital de Itokawa en diciembre de 2006.
Órbitas animadas de Itokawa (verde) y la Tierra (azul)

## Exploración de (25143) Itokawa
En el 2000, se seleccionó al asteroide como objetivo para la misión Hayabusa de la Agencia Espacial Japonesa (JAXA), llegando a las cercanías de Itokawa el 12 de septiembre de 2005, y situandose en una línea asteroide-Sol a 20 km, y luego a 7 km del asteroide (la débil gravedad de Itokawa no posibilitaba que la sonda lo orbitará, por lo que Hayabusa debió ajustar su órbita alrededor del Sol hasta que coincidió con la del asteroide). La sonda espacial Hayabusa aterrizó durante treinta minutos en el asteroide el 20 de noviembre, pero no pudo operar un dispositivo diseñado para la recolección de muestras de suelo. Cinco días más tarde, se volvió a intentar una secuencia de aterrizaje y muestreo.
La cápsula de muestra fue enviada de regreso a la Tierra y aterrizó exitosamente en Woomera, Australia del Sur, el 13 de junio de 2010, a eso de las 13:51 UTC. El 16 de noviembre de 2010, JAXA informó que el polvo recogido durante el viaje de Hayabusa correspondía al asteroide.

### Características de la superficie
Los nombres de las principales características de la superficie fueron propuestos por científicos de Hayabusa y aceptados por el Grupo de Trabajo para la Nomenclatura del Sistema Planetario de la Unión Astronómica Internacional. Además, el equipo científico de Hayabusa está utilizando nombres de trabajo para características de superficie más pequeñas. Las siguientes tablas enumeran los nombres de las características geológicas del asteroide. No se han divulgado convenciones de nomenclatura para las características de la superficie en Itokawa.

#### Cráteres
Se nombraron a diez cráteres de impacto en la superficie del asteroide (25143) Itokawa, el 18 de febrero de 2009.
| Región       | Lleva el nombre de | Coordenadas | Diámetro (km) | Fecha de aprobación |
| ------------ | --- | ----------- | ------------- | ------------------- |
| Catalina     | Estación Catalina (observatorio astronómico) en Arizona, Estados Unidos                                                                         | 17°S 14°E   | 0,02          | 2009                |
| Fuchinobe    | Fuchinobe en Sagamihara, Japón | 34°N 91°O   | 0,04          | 2009                |
| Gando        | Gando, Islas Canarias \| Instalación de lanzamiento española                                                                                    | 76°S 155°O  | -             | 2009                |
| Hammaguira   | Hammaguir, Argelia; sitio de lanzamiento francés abandonado y campo de pruebas de misiles en el desierto del Sahara                             | 18°S 155°O  | 0,03          | 2009                |
| Kamisunagawa | Kamisunagawa, ciudad en Hokkaidō, Japón, donde se encuentra una instalación de prueba de microgravedad                                          | 28°S 45°E   | 0,01          | 2009                |
| Kamoi        | Ciudad japonesa de Kamoi en Yokohama, ubicación de la fábrica NEC TOSHIBA Space Systems Ltd.                                                    | 6°N 116°O   | 0,01          | 2009                |
| Komaba       | Komaba en Meguro, Japón, donde se encuentra el Instituto de Ciencias Espaciales y Astronáuticas                                                 | 10°S 102°E  | 0,03          | 2009                |
| Laurel       | Ciudad estadounidense de Laurel en Maryland, donde se encuentra LFA/JHU                                                                         | 1°N 162°E   | 0,02          | 2009                |
| Miyabaru     | Sitio de radar del Centro Espacial Uchinoura en Japón                                                                                           | 40°S 116°O  | 0,09          | 2009                |
| San Marco    | Plataforma San Marco, una antigua plataforma petrolera cerca de Kenia que sirvió como plataforma de lanzamiento para naves espaciales italianas | 28°S 41°O   | -             | 2009                |

#### Regiones
Son grandes áreas marcadas por reflectividad o distinciones de color de áreas adyacentes en geología planetaria. Las siguientes regiones han sido nombradas en Itokawa.
| Región     | Lleva el nombre de | Coordenadas | Diámetro (km) | Fecha de aprobación   |
| ---------- | --- | ----------- | ------------- | --------------------- |
| Arcoona    | Arcoona, Australia | 28°N 202°E  | 0,16          | 18 de febrero de 2009 |
| LINEAL     | Lincoln Near-Earth Asteroid Research | 40°S 232°E  | 0.12          | 18 de febrero de 2009 |
| MUSES-C    | Nombre de la sonda Hayabusa antes del lanzamiento                                                                                          | 70°S 60°E   | 0,3           | 2006                  |
| Ohsumi     | Península de Ōsumi | 33°N 207°E  | 0,14          | 18 de febrero de 2009 |
| Sagamihara | Sagamihara, una ciudad en Japón donde se encuentra el Instituto de Ciencias Espaciales y Astronáuticas                                     | 80°N 15°E   | 0,23          | 2006                  |
| Uchinoura  | Uchinoura, una ciudad en Japón (ahora parte de Kimotsuki), la ubicación del Centro Espacial Uchinoura, el sitio de lanzamiento de Hayabusa | 40°N 90°E   | 0,07          | 2006                  |
| Yoshinobu  | Sitio de lanzamiento en el Centro Espacial Tanegashima, Japón                                                                              | 39°S 117°E  | 0,16          | 18 de febrero de 2009 |

## Características físicas
Itokawa es un asteroide pedregoso de tipo S. Las imágenes de radar de Goldstone en 2001 observaron un elipsoide de 630±60 metros de largo y 250±30 metros de ancho.
La misión Hayabusa confirmó estos hallazgos y también sugirió que Itokawa puede ser un binario de contacto formado por dos o más asteroides más pequeños que han gravitado entre sí y se han pegado entre sí. Las imágenes de Hayabusa muestran una sorprendente falta de cráteres de impacto y una superficie muy áspera salpicada de rocas, descrita por el equipo de la misión como una pila de escombros. Además, la densidad del asteroide es demasiado baja para que esté hecho de roca sólida. Esto significaría que Itokawa no es un monolito, sino más bien una pila de escombros formada por fragmentos que se han cohesionado con el tiempo. Sobre la base de las mediciones del efecto Yarkovsky-O'Keefe-Radzievskii-Paddack, se estima que una pequeña sección de Itokawa tiene una densidad de 2,9 g/cm3, mientras que una sección más grande se estima que tiene una densidad de 1,8g/cm3.

### Período de rotación y polos
Desde 2001, se ha obtenido un gran número de curvas de luz rotacionales de Itokawa a partir de observaciones fotométricas. El análisis de la curva de luz mejor calificada por Mikko Kaasalainen dio un período de rotación sideral de 12.132 horas con una variación de brillo alta de magnitud 0.8, indicativa de la forma no esférica del asteroide (U = 3). Además, Kaasalainen también determinó dos ejes de giro de (355.0°, −84.0°) y (39°, −87.0°) en coordenadas eclípticas (λ, β). Las mediciones alternativas de la curva de luz fueron realizadas por Lambert (12 h), Lowry (12.1 y 12.12 h), Ohba (12.15 h), Warner (12.09 h), Ďurech (12.1323 h), y Nishihara (12.1324 h). 

### Composición
La edición del 26 de agosto de 2011 de Science dedicó seis artículos a los hallazgos basados en el polvo que Hayabusa había recogido de Itokawa. El análisis de los científicos sugirió que Itokawa probablemente estaba formado por fragmentos interiores de un asteroide más grande que se rompió. Se cree que el polvo recogido de la superficie del asteroide ha estado expuesto allí durante unos ocho millones de años.
Los científicos utilizaron diversas técnicas de química y mineralogía para analizar el polvo de Itokawa. Se encontró que la composición de Itokawa coincidía con el tipo común de meteoritos conocidos como "condritas ordinarias de bajo contenido de hierro y bajo contenido de metal". Otro equipo de científicos determinó que el color oscuro del hierro en la superficie de Itokawa era el resultado de la abrasión de micrometeoroides y partículas de alta velocidad del Sol que habían convertido la coloración normalmente blanquecina del óxido de hierro.

#### Resultados de Hayabusa en 2018
Dos grupos separados reportan agua en diferentes partículas de Itokawa. Jin et al. reportan agua en granos de piroxeno bajo en calcio. El nivel de isótopos del agua se corresponde con los niveles de isótopos de agua del Sistema Solar interior y de la condrita carbonácea. Daly et al. informan "OH y H2O" aparentemente formados por la implantación de hidrógeno del viento solar. Los bordes de una partícula de olivino "muestran un enriquecimiento de hasta ~ 1.2 al % en OH y H2O". Las concentraciones de agua de los granos de Itokawa indicarían un contenido estimado de agua BSI (Bulk Silicate Itokawa) en línea con el agua a granel de la Tierra, y que Itokawa había sido un "asteroide rico en agua".

#### Resultados de Hayabusa en 2020
En la Conferencia de Ciencia Lunar y Planetaria 2020, un tercer grupo informó sobre el agua y los compuestos orgánicos, a través de una tercera partícula de Hayabusa, RA-QD02-0612, o "Amazonas". El olivino, el piroxeno y la albita contienen agua. Las composiciones isotópicas indican un claro origen extraterrestre.

#### Resultados de Hayabusa en 2021
Se publicó otro informe del grupo de Daly que apoyaba la teoría de que una gran fuente de agua de la Tierra proviene de átomos de hidrógeno transportados en partículas en el viento solar que se combinan con el oxígeno en los asteroides y luego llegan a la Tierra en el polvo espacial. Usando tomografía de sonda atómica, el estudio encontró hidróxido y moléculas de agua en la superficie de un solo grano de partículas recuperadas del asteroide Itokawa por la sonda espacial japonesa Hayabusa.